# Pervomaiscoe, Hîncești
Pervomaiscoe este un sat din raionul Hîncești. Satul are o suprafață de circa 1,09 km2, cu un perimetru de 7,08 km. Localitatea se află la distanța de 26 km de orașul Hâncești și la 60 km de Chișinău.

## Istoric
Vatra satului Pervomaiscoe a fost populată de nemți în ultimul pătrat al sec. XIX-lea. Străbunei și buneii lor au sosit din principatele germane, pe meleagul basarabean între anii 1814-1850 la invitația guvernului țarist, care după războiul din 1806-1812 a anexat Moldova dintre Prut și Nistru. Coloniștii germani, în număr de peste 20.000, au populat mai întâi văile râurilor: Cogâlnic, Ceaga și Sărata.
Primii germani, care au hotărât să se stabilească pe moșia satului actual privim din Strâmbeni. Pe atunci erau răspândite numele de familie precum: Hauzer, Adam, Chert, Rauh, Cheler, etc. Satul a fost botezat de germani - Călmățui. După anul 1922 unii nemți vindeau casele lor și se mutau în alte sate. Casele nemțești erau cumpărate de moldovenii veniți „la moșie”. În așa mod, prin anii 1930 locuitorimea coloniei deveni mixtă.
Prima scoală începătoare a fost înființată în casa neamțului Petru Adam (recent pe locul fostei scoli trăiește Em.G.Maxim). Între anii 1932- 1935 în această școală a lucrat și tânărul învățător Avram Grigore Nagacevschi, proaspăt absolvent al școlii normale „M. Eminescu” din Chișinău.
Însă pe la 1922 guvernul român făcu un alt apel, potrivit căruia doritorii au fost împământeniți în anumite localități basarabene, încă puțin populate. O așa localitate a fost să fie și valea viitorului sat - Troian. La apel și-au făcut apariția numeroși locuitori din satele: Siret, Trușeni, Văsieni, etc.
Vatra viitorului sat a fost aleasă de către Mihail Haidamac și ambii ca primii locuitori ai viitorului sat și tot ei delegați din partea celor veniți la moșie. S-au mutat cu traiul și numeroși ruși, ucraineni.
După rugămintea sus numiților delegați și nu fără contribuții, tânărului învățător A.G.Nagacevschi la 1935 a fost dată în exploata școală primară pentru copiii noului sătuc - Troian. Când la 1940, ne chemați la baștină de autoritățile Germaniei hitleriste, au evacuat organizat în Germania, casele lor au fost ocupate de mulți din cei veniți după 1922.
Denumirile satelor, fondate la depărtare de aproape un secol a fost determinate de diverși factori. Filiala germană satului, care la 1922 a fost denumită Principesa, după numele principesei Elena, soția regelui României - Carol al II-lea (și până azi bătrânii îl denumesc așa). Apropo coloniștii ruși din satul Geamăna tot în 1922 și-au numit satul - Carol. Noul sat, populat după 1922, fiind tupilat între dealurile: gârbovite și împădurite, în iernile grele era troienit cumplit de zăpezi abundente, de unde și denumirea noului sat - Troian. După 1940 satul (ambele filiale împreună) a fost numit - Pervomaiscoe. Recent tot toate revin la rădăcini, la tradiție. În urma colectivizării forțate la aprilie 1949 in Pervomaiscoe a fost înființat primul colhoz în frunte primului președinte- Arsenie Timosca.
Putina și nevinovata locuitorime a satului n-a fost ocolită de sinistra "pravila stalinistä" a deportărilor. Unicul nostru consătean a căruia i-a fost hărăzit să îndure chinurile deportării, a fost - Ion Birsă și Tatiana lon Bîrsă (Roșioru). Scoala din Troian de care ne- servit 50 de ani, în anii 60 a fost transformată în școală ne necompletă. La 1985 a fost înălțat un bloc de școală cu 2 etaje. În anii 1990-1991 au fost petruite, apoi asfaltate drumurile satului , eveniment rezonabil, care pe bună dreptate e legat de numele energicului director al gospodăriei din localitate Mihail Nicolaevici Suruceanu.
În sat a fost deschisă o școala, club cu instalație cinematografică, bibliotecă, ateliere de deservire socială, oficiu poștal, grădiniță, magazin.
Cultura și turismul – Monumentul veteranilor și celor căzuți în al doilea război mondial.

## Demografie

### Structura etnică
Componența etnică a satului Pervomaiscoe
     Români (Moldoveni) (98,82%)
Conform recensământului populației din 2014 populația satului Pervomaiscoe se ridică la 509 de locuitori.

## Administrație și politică
Componența Consiliului local Pervomaiscoe (9 consilieri), ales la 5 noiembrie 2023, este următoarea:
|  | Partid                                        | Consilieri | Componență | Componență | Componență | Componență |
|  | --------------------------------------------- | ---------- | ---------- | ---------- | ---------- | ---------- |
|  | Partidul Dezvoltării și Consolidării Moldovei | 4          |            |            |            |            |
|  | Partidul Social Democrat European             | 3          |            |            |            |            |
|  | Partidul Acțiune și Solidaritate              | 2          |            |            |            |            |